# Negrilești (gmina w okręgu Gałacz)
Negrilești – gmina w Rumunii, w okręgu Gałacz. Obejmuje miejscowości Negrilești i Slobozia Blăneasa. W 2011 roku liczyła 2405 mieszkańców. 